# 皮尼艾斯
25°25′57″S 49°11′36″W / 25.43250°S 49.19333°W

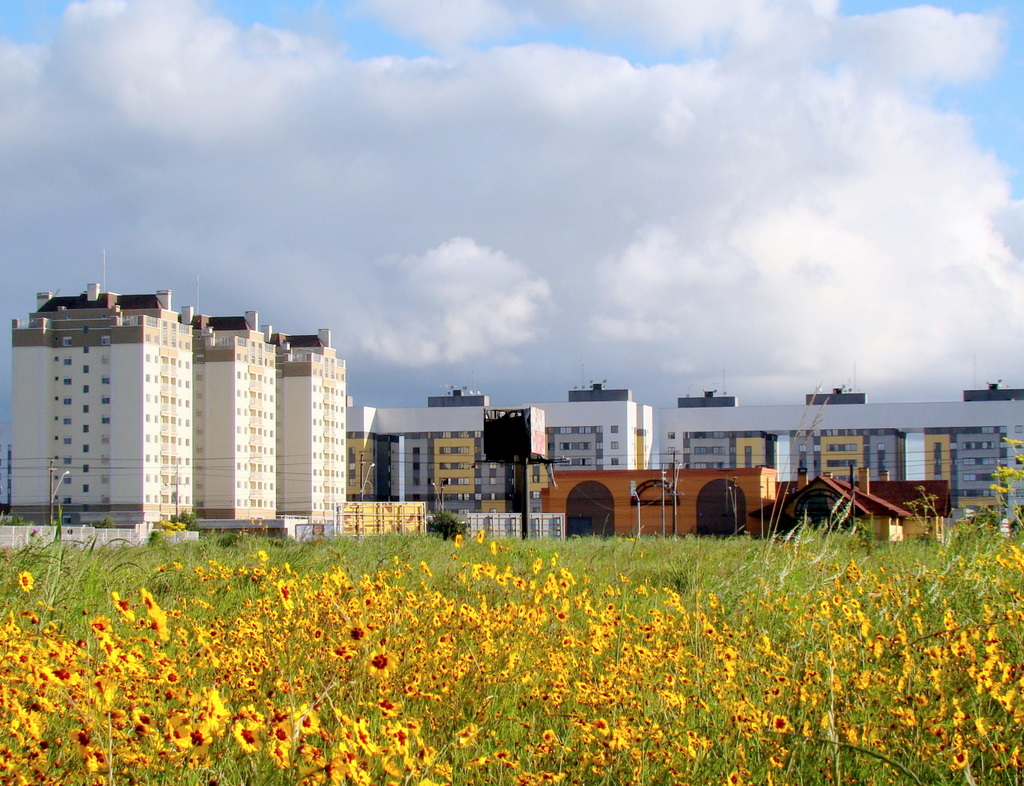
皮尼艾斯

皮尼艾斯（葡萄牙語：Pinhais）是巴西的城鎮，位於該國南部，由巴拉那州負責管轄，始建於1992年3月20日，面積61,007平方公里，海拔高度893米，2012年人口119,379，人口密度每平方公里1,957人。